# Aeropress

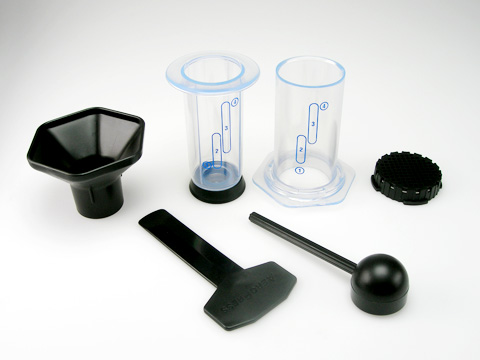
Aeropress med tillbehör (exklusive filterpapper).

Aeropress, formellt AeroPress, är en apparat till för att brygga kaffe med som uppfanns 2005. Kaffet blandas direkt i bryggaren, får dra en stund och pressas sedan genom ett pappersfilter rakt ner i kaffekoppen. Resultatet är ett kaffe med ren smak som lätt kan justeras mellan bryggningarna. Vattentemperaturen bör vara mellan ca 80°C och 95°C, beroende på rostning, för att få ut maximalt med smak utan att göra kaffet bittert på grund av för mycket frigjorda syror. Tiden kaffet skall dra innan det pressas varierar mellan 30 och 240 sekunder beroende på kaffe- och vattenmängd.

Apparaten består av två cylindrar. Den ena cylindern har en gummipuck på ena sidan och passar i den andra cylindern. Detta gör det möjligt att skapa en tättsluten luftficka mellan gummipucken och kaffet. När man pressar cylindern så pressar man alltså inte direkt på kaffet utan höjer lufttrycket i cylindern vilket tvingar ut det färdiga kaffet genom pappersfiltret. Förutom nämnda delar ingår även filter, filterhållare, skopa, spatel och tratt i förpackningen.

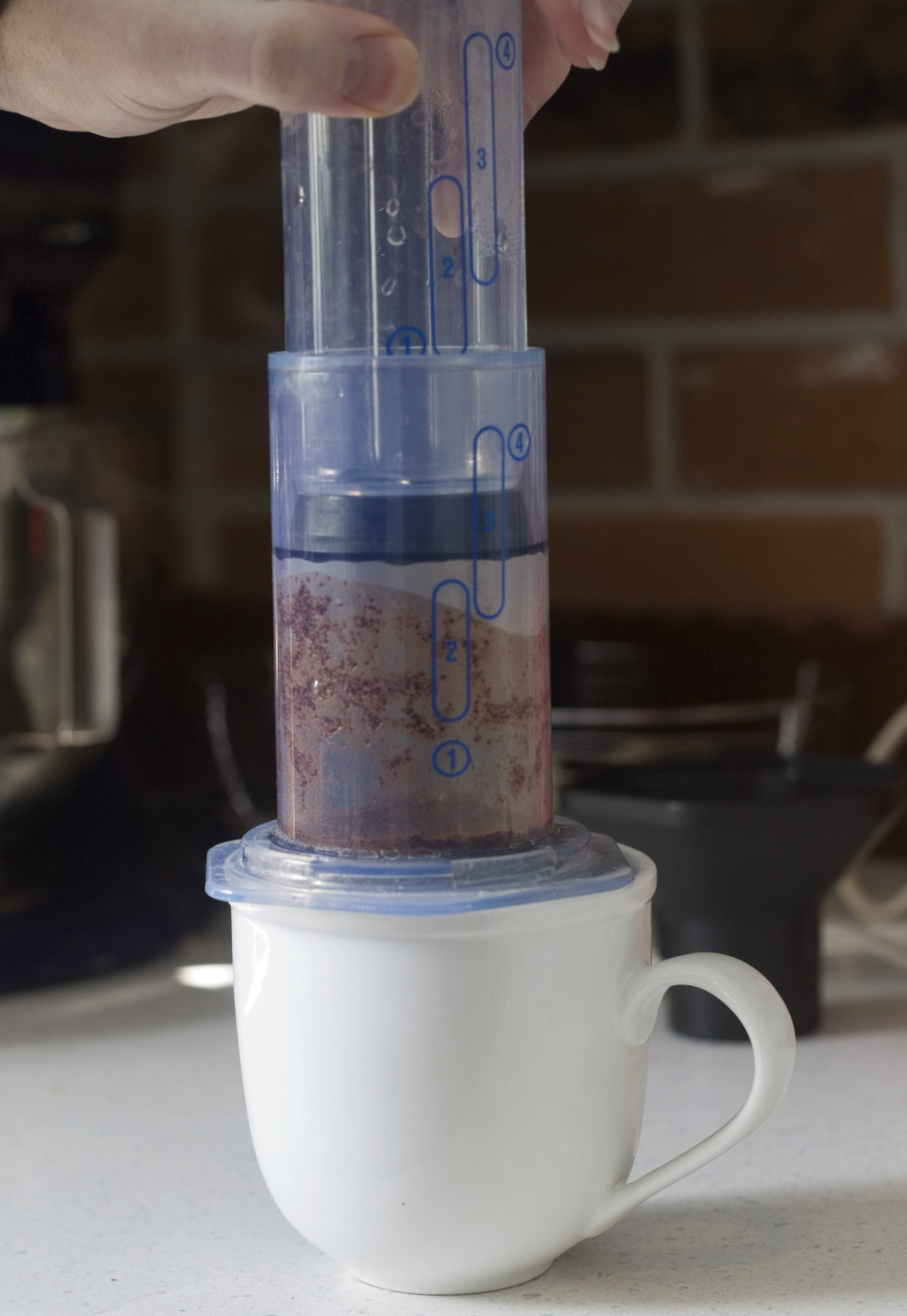
Bryggandet av en enkel kopp kaffe med Aeropress.